# Международная встреча коммунистических и рабочих партий
Междунаро́дная встре́ча коммунисти́ческих и рабо́чих па́ртий (МВКРП) (англ. International Meeting of Communist and Workers' Parties) — ежегодная международная конференция коммунистических партий нескольких стран. Первое заседание состоялось в 1998 году по инициативе Коммунистической партии Греции, которая пригласила коммунистические и рабочие партии со всего мира принять участие в ежегодной конференции по обмену международного опыта и выпустить совместную декларацию.

## Описание
В 1998 году по инициативе Коммунистической партии Греции была организована Международная встреча коммунистических и рабочих партий (МВРКП) для продолжения работы «Коммунистического интернационала» и «Международного коммунистического семинара» проводимого по инициативе Партии труда Бельгии в 1992—2014 годах.
Рабочая группа (РГ) Международной встречи состоит из коммунистических партий по всему миру. Задача рабочей группы — подготовить и организовать международные встречи коммунистических и рабочих партий. Встречи проводятся ежегодно с делегатами со всего мира. Кроме того, иногда проводятся чрезвычайные встречи, такие как встреча в Дамаске в сентябре 2009 года на тему «Солидарность с героической борьбой палестинского народа и других людей на Ближнем Востоке». В декабре 2009 года коммунистические и рабочие партии совместно создали «Международное коммунистическое обозрение», которое публикуется ежегодно на международных языках и имеет веб-сайт.

## Участники
| страна               | партия | статус   | активность      |
| -------------------- | --- | -------- | --------------- |
| Греция               | Коммунистическая партия Греции                                                                                                | участник | организатор     |
| Алжир                | Партия Алжира за демократию и социализм                                                                                       | участник |                 |
| Аргентина            | Коммунистическая партия Аргентины                                                                                             | участник |                 |
| Албания              | Коммунистическая партия Албании                                                                                               | участник |                 |
| Армения              | Коммунистическая партия Армении                                                                                               | участник |                 |
| Австралия            | Коммунистическая партия Австралии                                                                                             | участник |                 |
| Австрия              | Коммунистическая партия Австрии                                                                                               | участник |                 |
| Азербайджан          | Коммунистическая партия Азербайджана                                                                                          | участник |                 |
| ЮАР                  | Коммунистическая партия Южной Африки                                                                                          | участник | организатор     |
| Бахрейн              | Прогрессивная Демократическая Трибуна                                                                                         | участник |                 |
| Бангладеш            | Рабочая партия Бангладеш | участник |                 |
| Беларусь             | Коммунистическая партия Беларуси                                                                                              | участник |                 |
| Бельгия              | Партия труда Бельгии; Коммунистическая партия Валлонии                                                                        | участник | организатор     |
| Боливия              | Коммунистическая партия Боливии                                                                                               | участник |                 |
| Босния и Герцеговина | Рабоче-коммунистическая партия Боснии и Герцеговины                                                                           | участник |                 |
| Бразилия             | Бразильская коммунистическая партия; Коммунистическая партия Бразилии                                                         | участник | организатор     |
| Болгария             | Коммунистическая партия Болгарии; Партия болгарских коммунистов                                                               | участник | подполье        |
| Великобритания       | Коммунистическая партия Британии; Новая коммунистическая партия Британии                                                      | участник |                 |
| Венгрия              | Венгерская рабочая партия | участник |                 |
| Венесуэла            | Коммунистическая партия Венесуэлы                                                                                             | участник |                 |
| Вьетнам              | Коммунистическая партия Вьетнама                                                                                              | участник | организатор     |
| Грузия               | Единая коммунистическая партия Грузии                                                                                         | участник | подполье        |
| Германия             | Германская коммунистическая партия                                                                                            | участник |                 |
| Гайана               | Народная прогрессивная партия Гайаны                                                                                          | участник |                 |
| Дания                | Коммунистическая партия Дании; Коммунисты Дании                                                                               | участник |                 |
| Египет               | Коммунистическая партия Египта                                                                                                | участник |                 |
| Индия                | Коммунистическая партия Индии; Марксистская коммунистическая партия Индии                                                     | участник | организатор     |
| Иран                 | Народная партия Ирана | участник |                 |
| Ирак                 | Иракская коммунистическая партия; Коммунистическая партия Иракского Курдистана                                                | участник |                 |
| Ирландия             | Коммунистическая партия Ирландии; Рабочая партия Ирландии                                                                     | участник |                 |
| Израиль              | Коммунистическая партия Израиля                                                                                               | участник |                 |
| Италия               | Коммунистическая партия; Коммунистическая партия Италии; Партия итальянских коммунистов; Партия коммунистического возрождения | участник |                 |
| Иордания             | Иорданская коммунистическая партия                                                                                            | участник |                 |
| Испания              | Коммунистическая партия Испании; Коммунисты Каталонии; Коммунистическая партия народов Испании; Объединённые левые            | участник |                 |
| Канада               | Коммунистическая партия Канады                                                                                                | участник |                 |
| Китай                | Коммунистическая партия Китая                                                                                                 | участник |                 |
| Колумбия             | Колумбийская коммунистическая партия                                                                                          | участник |                 |
| Коста-Рика           | Народный авангард | участник | не активный     |
| Куба                 | Коммунистическая партия Кубы                                                                                                  | участник |                 |
| Кипр                 | Прогрессивная партия трудового народа Кипра                                                                                   | участник |                 |
| Казахстан            | Социалистическое движение Казахстана                                                                                          | участник |                 |
| Кыргызстан           | Партия коммунистов Киргизии                                                                                                   | участник |                 |
| КНДР                 | Трудовая партия Кореи | участник |                 |
| Лаос                 | Народно-революционная партия Лаоса                                                                                            | участник |                 |
| Латвия               | Социалистическая партия Латвии                                                                                                | участник |                 |
| Ливан                | Коммунистическая партия Ливана                                                                                                | участник | организатор     |
| Литва                | Социалистическая партия Литвы                                                                                                 | участник |                 |
| Люксембург           | Коммунистическая партия Люксембурга; Левые Люксенбурга                                                                        | участник |                 |
| Мадагаскар           | Партия конгресса независимости Мадагаскара                                                                                    | участник |                 |
| Мальта               | Коммунистическая партия Мальты                                                                                                | участник |                 |
| Мексика              | Коммунистическая партия Мексики; Народная Социалистическая Партия; Народная Социалистическая Партия Мексики                   | участник |                 |
| Молдова              | Партия коммунистов Республики Молдова                                                                                         | участник |                 |
| Непал                | Коммунистическая партия Непала                                                                                                | участник |                 |
| Нидерланды           | Новая коммунистическая партия Нидерландов                                                                                     | участник |                 |
| Норвегия             | Коммунистическая партия Норвегии                                                                                              | участник |                 |
| Пакистан             | Коммунистическая партия Пакистана                                                                                             | участник |                 |
| Палестина            | Коммунистическая партия Палестины; Палестинская народная партия                                                               | участник |                 |
| Панама               | Народная партия Панамы | участник |                 |
| Парагвай             | Парагвайская коммунистическая партия                                                                                          | участник |                 |
| Перу                 | Коммунистическая партия Перу; Перуанская коммунистическая партия                                                              | участник |                 |
| Польша               | Коммунистическая партия Польши                                                                                                | участник |                 |
| Португалия           | Португальская коммунистическая партия                                                                                         | участник | организатор     |
| Россия               | Коммунистическая партия Российской Федерации; Российская коммунистическая рабочая партия;                                     | участник | организатор     |
| Румыния              | Коммунистическая партия Румынии; Партия социалистической альтернативы                                                         | участник |                 |
| Сербия               | Новая коммунистическая партия Югославии; Сербские левые                                                                       | участник |                 |
| Словакия             | Коммунистическая партия Словакии                                                                                              | участник |                 |
| Сирия                | Сирийская коммунистическая партия; Объединенная сирийская коммунистическая партия                                             | участник |                 |
| Судан                | Суданская коммунистическая партия                                                                                             | участник |                 |
| Сальвадор            | Коммунистическая партия Сальвадора                                                                                            | участник | не активный     |
| США                  | Коммунистическая партия США                                                                                                   | участник |                 |
| Таджикистан          | Коммунистическая партия Таджикистана                                                                                          | участник | не активный     |
| Турция               | Коммунистическая партия Турции (КПТ); Партия Труда; Партия свободы и солидарности                                             | участник | организатор КПТ |
| Украина              | Коммунистическая партия Украины; Союз коммунистов Украины                                                                     | участник | запрещена       |
| Уругвай              | Коммунистическая партия Уругвая                                                                                               | участник |                 |
| Финляндия            | Коммунистическая партия Финляндии                                                                                             | участник |                 |
| Франция              | Коммунистическая партия Франции                                                                                               | участник |                 |
| Филиппины            | Коммунистическая партия Филиппин (1930); Коммунистическая партия Филиппин (1968)                                              | участник |                 |
| Хорватия             | Социалистическая рабочая партия Хорватии                                                                                      | участник |                 |
| Чехия                | Коммунистическая партия Чехии и Моравии                                                                                       | участник |                 |
| Чили                 | Коммунистическая партия Чили                                                                                                  | участник |                 |
| Шри-Ланка            | Коммунистическая партия Шри-Ланки                                                                                             | участник |                 |
| Швеция               | Коммунистическая партия Швеции                                                                                                | участник |                 |
| Эквадор              | Коммунистическая партия Эквадора                                                                                              | участник | организатор     |
| Япония               | Коммунистическая партия Японии                                                                                                | участник | не активный     |

### Кандидаты
| страна             | партия                                                 | статус      |
| ------------------ | ------------------------------------------------------ | ----------- |
| Россия             | Коммунисты России Объединённая коммунистическая партия | наблюдатель |
| Казахстан          | Народная партия Казахстана                             | наблюдатель |
| Украина            | Социалистическая партия Украины                        | наблюдатель |
| Южная Осетия       | Коммунистическая партия Республики Южная Осетия        | наблюдатель |
| ПМР                | Приднестровская коммунистическая партия                | наблюдатель |
| Северная Македония | Левая партия                                           | наблюдатель |
| Афганистан         | Национальная объединённая партия Афганистана           | наблюдатель |

## Конференции

### 23-я международная встреча, 2023
"Политические и идеологические битвы против капиталистов и империализма. Задачи коммунистов — информировать и мобилизовать рабочий класс, молодежь, женщин и интеллигенцию на борьбу против эксплуатации, угнетения, империалистической лжи и исторического ревизионизма; за социальные и демократические права трудящихся и народов; против милитаризма и войны, за мир и социализм. " Прошла в Турции, городе Измир 20-22 октября. Была организована Коммунистической партией Турции. В встрече приняло участие 68 партий.

### 22-я международная встреча, 2022
«Солидарность с Кубой и всеми борющимися народами. Объединившись, мы сильнее в антиимпериалистической
борьбе, вместе с социальными и народными движениями, перед лицом капитализма и его политики,
угрозы фашизма и войны; в защиту мира, окружающей среды, прав трудящихся, солидарности и
социализма», прошла в Гаване 27-29 октября. Была организована Коммунистической партией Кубы.

### 21-я Международная встреча, 2019
21-е Международное совещание коммунистических и рабочих партий на тему «100 лет со дня основания Коммунистического Интернационала. Борьба за мир и социализм продолжается» состоялось в Измире, (Турция), с 18 по 20 октября 2019 года и было организовано Коммунистической партией Турции и Коммунистической партией Греции, на котором присутствовали делегаты от 74 партий, представляющих 58 стран.

### 20-я Международная встреча, 2018
20-е Международное совещание коммунистических и рабочих партий на тему "Современный рабочий класс и его союз. Задачи его политического авангарда — коммунистических и рабочих партий — в борьбе против эксплуатации и империалистических войн, за права рабочие и народы, за мир, за социализм", состоялась в Афинах, (Греция), с 23 по 25 ноября 2018 года.

### 19-я Международная встреча, 2017
В Санкт-Петербурге состоялась XIX Международная встреча коммунистических и рабочих партий на тему «100-летие Великой Октябрьской социалистической революции: идеалы коммунистического движения, оживляющие борьбу против империалистических войн, за мир, социализм». Россия, 2-3 ноября 2017 года и в Москве, Россия, 5-7 ноября 2017 года. Принимающая сторона КПРФ.

### 18-я Международная встреча, 2016
18-я Международная встреча коммунистических и рабочих партий состоялась в Ханое, Вьетнам, с 28 по 30 октября 2016 года. Принимающая сторона Коммунистическая партия Вьетнама.

### 17-я Международная встреча, 2015
17-я Международная встреча коммунистических и рабочих партий состоялась в Стамбуле, Турция, с 30 октября по 1 ноября 2015 года. Принимающая сторона Коммунистическая партия Турции.

### 16-я Международная встреча, 2014
16-я Международная встреча коммунистических и рабочих партий состоялась с 13 по 15 ноября 2014 года в Гуаякиле, Эквадор. В нём приняли участие 85 делегатов, представляющих 53 партии из 44 стран. Принимающая сторона Коммунистическая партия Эквадора.

### 15-я Международная встреча, 2013
15-е Международное собрание коммунистических и рабочих партий состоялось 8-10 ноября 2013 года в Лиссабоне, Португалия. Принимающая сторона Португальская коммунистическая партия.

### 14-я Международная встреча, 2012
14-я Международная встреча коммунистических и рабочих партий состоялась 22-25 ноября 2012 года в Бейруте, Ливан. Принимающая сторона Ливанская коммунистическая партия.

### 13-я Международная встреча, 2011
13-е заседание состоялось в Афинах, Греция, с 9 по 11 декабря 2011 года и было организовано Коммунистической партией Греции (КПГ). Под девизом «Социализм — это будущее!» В нём приняли участие 80 партий, а ещё восемь партий прислали сообщение.

### 12-я Международная встреча, 2010
13-е заседание состоялось в Йоханнесбурге, Южная Африка, 3-5 декабря 2010 года и было организовано Коммунистической партией Южной Африки.

### 11-я Международная встреча, 2009
11-е заседание состоялось в Нью-Дели, Индия, с 20 по 22 ноября 2009 года и было организовано как Коммунистической партией Индии (марксистской), так и Коммунистической партией Индии. В нём приняли участие 89 участников, представляющих 57 коммунистических и рабочих партий и 48 стран.

### 10-я Международная встреча, 2008
Десятое совещание состоялось в Сан-Паулу, Бразилия, с 21 по 23 ноября 2008 года и было организовано Коммунистической партией Бразилии. В нём приняли участие делегации 65 коммунистических и рабочих партий из 55 стран.

### 9-я Международная встреча, 2007
Девятое совещание состоялось в Минске, Белоруссия, 3-5 ноября 2007 года и было организовано Коммунистической партией Бразилии и коммунистической партии Беларуси. В нём приняли участие 154 представителя 72 коммунистических и рабочих партий, представляющих 59 стран

### 6-я Международная встреча, 2004
«Сопротивление империалистической агрессии. Фронты борьбы и альтернативы». Прошла 8-10 октября в Афинах.

### 5-я Международная встреча, 2003
«Движения против войны и капиталистической глобализации и коммунисты». Прошла 19-20 июня в Афинах.

### 4-я Международная встреча, 2002
«Новая ситуация в мире после 11 сентября». Прошла 21-23 июня в Афинах.

### 3-я Международная встреча, 2001
«Коммунисты и рабочее и профсоюзное движение». Прошла 22-24 июня в Афинах.

### 2-я Международная встреча, 2000
«Опыт коммунистов в области союзов и сотрудничества». Прошла 23-26 июня в Афинах. В встрече приняло участие 61 партия.

### 1-я Международная встреча, 1999
«Капиталистический кризис, глобализация и реакция рабочего движения», прошла 21-23 мая в Афинах. В встрече приняло участие 55 партий.

## Международный коммунистический семинар
Темы последних конференций, проводимых Партией труда Бельгии в 1992—2014 годах в Брюсселе:
- 2014: 1914—2014 гг. Империализм — это война
- 2013: Наступления на демократические права и свободы при мировом капиталистическом кризисе. Ответные стратегия и действия. Общие итоги
- 2012: Отношения между непосредственными задачами коммунистов и их борьбой за социализм
- 2011: Построение и укрепление коммунистических партий в период углубляющегося системного кризиса капитализма
- 2010: Последствия кризиса и воздействие коммунистических партий
- 2009: Молодежь и кризис
- 2008: Рабочий класс, его роль и миссия сегодня. Задачи и конкретные опыты Коммунистических Партий среди рабочего класса и в профсоюзах.
- 2007: Значимость и актуальность Октябрьской революции 1917 года для XXI века
- 2006: нынешний и прошлый опыт в международном коммунистическом движении: «Влияние Коммунистического Интернационала на создание и развитие коммунистических партий в отдельных странах», «Обмен конкретным опытом партийной работы в рабочем классе и среди молодежи»
- 2005: Интернационалистические опыты и задачи коммунистов в борьбе с империализмом
- 2004: стратегия и тактика борьбы с глобальной империалистической войной США
- 2003: марксистско-ленинская партия и антиимпериалистический фронт, стоящие перед войной
- 2002: Экономические кризисы и возможность крупного мирового кризиса
- 2001: Империалистическая глобализация и Мировой революционный процесс.
- 2000: Бороться с империализмом, фашизацией и фашизмом
- 1999: Империализм, это война
- 1998: Рабочий класс, его руководящая роль, новые формы эксплуатации и опыты борьбы и организации
- 1997: Путь Октябрьской Революции — путь к освобождению трудящихся
- 1996: Антиимпериалистическая борьба при Новом Мировом Порядке.